# Clivo Suburano
Clivo ou Aclive Suburano (em latim: Clivus Suburanus) foi um clivo (pequena estrada) da cidade de Roma, na Itália. Foi uma continuação irregular do vale de Subura, onde ascendeu entre o Ópio e o Císpio para a Porta Esquilina. Os restos do pavimento do Clivo Suburano indicam que percorrem, no geral, o trajeto das atuais Via de Santa Lúcia em Selci (Vie di S. Lucia in Selci), Via de São Martinho (Via di S. Martino) e Via de São Vito (Via di S. Vito). Em 1922, durante escavações nas Termas de Trajano, descobriu-se uma via que percorreu ao norte e que juntou-se ao Clivo Suburano do lado leste.